# Kings City
Kings City är en park i Israel. Den ligger i distriktet Södra distriktet, i den södra delen av landet. Kings City ligger 14 meter över havet.
Terrängen runt Kings City är kuperad åt sydväst, men åt nordost är den platt. Havet är nära Kings City åt sydväst. Runt Kings City är det ganska glesbefolkat, med 21 invånare per kvadratkilometer. Närmaste större samhälle är Eilat, 1,9 km väster om Kings City. Trakten runt Kings City är ofruktbar med lite eller ingen växtlighet.